# Жуковський Станіслав Віталійович
Станісла́в Віта́лійович Жуко́вський (* 18 липня 1938, Севастополь15 січня 2020, Донецьк ) — український поет, перекладач. Член Національної спілки письменників України (від 1981 року).

## Біографічні відомості
Народився у робітничій сім'ї.
Середню освіту здобув у селі Рівному на Кіровоградщині. Закінчив Єнакієвське технічне училище, набув спеціальність помічника машиніста паровоза. Після закінчення навчання перебував на строковій службі на Балтійському та Північному флотах. Повернувшись на Донбас, працював на Єнакієвському металургійному заводі помічником машиніста та машиністом. Згодом перейшов на журналістську роботу.
1968 року заочно закінчив факультет журналістики Київського університету (вступив 1962 року).
У різні роки працював у періодичних виданнях міст Єнакієве і Донецьк. У 1974—1982 роках займав посаду старшого редактора суспільно-політичної редакції видавництва «Донбас».
Від 1982 року — відповідальний секретар Донецької організації Спілки письменників України, від 2001 року — голова.
Залужений працівник культури України, лауреат міжнародної літературної премії імені Г. Сковороди, обласних премій — ім. В. Сосюри, ім. Г. Кривди, почесний громадянин Єнакієвого.
Був членом КПРС (від 1964 року).
Промер 15 січня 2020 року, похований у Донецьку.

## Творчість
Поезії Жуковського друкувалися в обласних і республіканських періодичних виданнях, зокрема в журналах «Донбас» і «Березіль» та в збірнику «Поезія'84».
Автор збірок:
- «Прагнення краси» (1977),
- «На перехрестях долі» (1980),
- «Вітер часу» (1983),
- «Колія» (1986),
- «Заповітний степ» (1988),
- «Освідчення в любові» (1991),
- «Сонцецвіт» (1998),
- «Межа» (вибране),

У співавторстві видав збірку пісень «Калинова вода».
З ліричних віршів Жуковського постають образи залізничників, сталеварів, шахтарів, подвиги моряків у роки війни та в мирний час. Поет Леонід Талалай відмітив, що вірші Жуковського «по-справжньому щирі і людяні, емоційно насичені». Від був закоханий в Донецький край:
Дихне над очеретами
Зі сходу вітровій.
Донеччино, Донеччино,
Коханий краю мій…
Жуковський — поет-пісняр: на його слова донецькі композитори О.Рудянський, Д. Патрича, О.Погорєлий та О.Лукашук написали пісні, найпопулярнішою з яких сьогодні є «Калинова вода»:
В гаю розрив-трава пахтіла молода,
А за кущами, наче в насолоду,
Дзвеніла нам вода, калинова вода,
І дарувала дивну прохолоду.
Жуковський не зміг уникнути «міцних обіймів» так званого соціалістичного реалізму. Потрібен був час, щоб поет переосмислив тоталітарне минуле, особливо немилосердне для українських поетів, щиро і відверто переоцінив власні втрати на поетичній ниві, обрав оновлений шлях для свого поетичного слова. У вірші «Розмова-сповідь» цей важкий внутрішній процес сумнівів і зізнань поет відтворив у формі суспільно гострих запитань до свого внутрішнього «я»:
Скажи мені, як жив у ті літа
І чи душа твоя страждала,
Коли неправди вітер налітав,
Холодні розпростерши жала?
.................................................
Скажи мені, чи йшов супроти ти
Зітертих істин й слів облудних?
Чи не втрачав ти віри й доброти
В трясовині суєтних буднів?
Перекладає з російської, білоруської, грецької мов.
Окремі твори Жуковського перекладено російською та азербайджанською мовами.

## Премії та нагороди
- 1993 рік — премія імені Володимира Сосюри Донецького обласного фонду культури.
- Донецька обласна премія імені Григорія Кривди.
- Нагороджено медалями.
- Почесний громадянин Єнакієвого. [2]